# Lalgarh

Lokalizacja dystryktu West Midnapore na mapie stanu Bengal Zachodni

Lalgarh (bengali লালগড়) – wieś będąca stolicą taluki położona w poddystrykcie Jhargram  w dystrykcie (Paschim) Medinipur (West Midnapore) w stanie Bengal Zachodni w Indiach. Przebiega przez nią droga łącząca wsie Bhimpur i Dahijuri. 